# Kenny Kadji
Kenneth „Kenny“ Kadji (* 19. Mai 1988 in Douala) ist ein kamerunischer Basketballspieler.

## Werdegang
Kadji wechselte 2004 aus seinem Heimatland in die Nachwuchsabteilung des französischen Vereins Élan Béarnais Pau-Lacq-Orthez. 2007 ging er in die Vereinigten Staaten, verbrachte die Saison 2007/08 an der IMG Academy im Bundesstaat Florida und spielte dann von 2008 bis 2010 für die Mannschaft der University of Florida. Nachdem er in der Saison 2009/10 lange wegen einer Rückenverletzung ausgefallen war, entschied sich der Kameruner zu einem Hochschulwechsel und schloss sich der University of Miami an. Laut NCAA-Regelwerk durfte er wegen des Wechsels in der Saison 2010/11 nicht am Spielbetrieb teilnehmen. Er bestritt von 2011 bis 2013 68 Spiele für die Hochschulmannschaft (12,4 Punkte, 6,1 Rebounds, 1,4 Blocks/Spiel).
Im Sommer 2013 spielte er bei der NBA-Mannschaft Cleveland Cavaliers vor, gehörte in der Saisonvorbereitung zum Aufgebot, Ende Oktober 2013 wurde er gestrichen. Anfang Dezember 2013 wurde Kadji vom deutschen Bundesligisten New Yorker Phantoms Braunschweig verpflichtet, um dort seinen verletzten Landsmann Harding Nana zu ersetzen. Kadji bestritt fünf Bundesliga-Spiele für die Niedersachsen (6,2 Punkte, 3,6 Rebounds/Spiel), dann kam es wieder zur Trennung, da die Braunschweiger die Einstellung des Kameruners nicht guthießen. Kadji spielte nach dem Weggang aus Braunschweig im weiteren Fortgang der Saison 2013/14 für die Rio Grande Valley Vipers in der NBA-D-League.
In den folgenden Jahren wechselte der Kameruner häufig den Verein, 2015 wurde er mit Dinamo Basket Sassari italienischer Meister und Pokalsieger. Zum Gewinn des Meistertitels trug er in der italienischen Liga je Einsatz im Schnitt 6,8 Punkte und 3,9 Rebounds bei. Nachdem er ab Oktober 2016 bei Trabzonspor mit guten statistischen Werten (28 Spiele: 15,2 Punkte, 5,8 Rebounds/Spiel) überzeugt hatte, wurde die Saison 2017/18 Kadjis erste im Berufsbasketball, in der er keinen Vereinswechsel während der Spielzeit vornahm, er hängte hernach ein zweites Jahr bei Tofaş Bursa an. Später folgten weitere Stationen in der Türkei, ab September 2019 spielte er für Estudiantes Madrid in Spanien. Im Sommer 2021 wurde Kadji von BCM Gravelines verpflichtet.
Im Sommer 2022 schloss er sich Hapoel Holon (Israel) an und ging Ende Januar 2023 zu Limoges CSP nach Frankreich. Zum Spieljahr 2023/24 wechselte Kadji zu Al-Ahli Jeddah (Saudi-Arabien). Er bestritt sieben Spiele für die Mannschaft, im März 2024 wurde er von Al-Sharjah verpflichtet.
Er spielte kurz für die Mannschaft der Kadji Sport Academy Douala in seinem Heimatland, im Dezember 2024 wechselte er zum Beirut Club in den Libanon.

### Nationalmannschaft
Mit der kamerunischen Nationalmannschaft nahm er 2015 und 2021 an der Afrikameisterschaft teil.